# 红五类
红五类是1949年以後在中國社會上對某些人的稱呼，先是指履历表上出身填写为革命军人、革命干部、工人、贫农、下中农的一群人，后来也根据血统论泛化到指称他们的子女为红五类，與黑五類相對。 一說是对政治身份为工人、農民、商人、學生、革命军人等五类人的统稱，合稱工農商學兵。作为家庭成分（政治身份之一）的特定指称，带有彼时鲜明的时代特点和复杂的、不易为后世所理解的感性意义。

## 名词释义

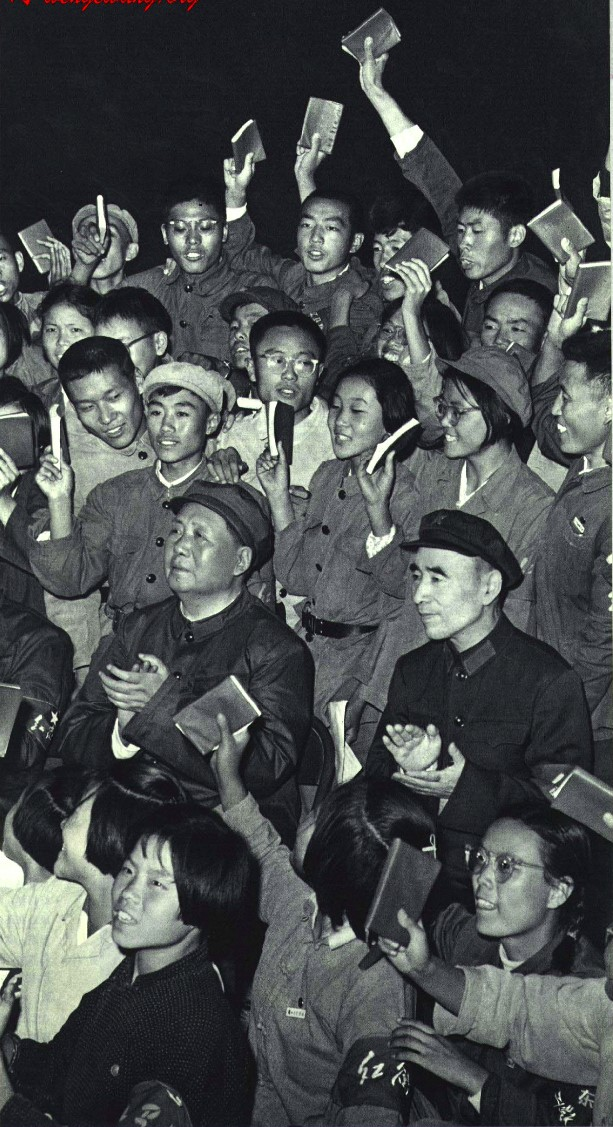
红卫兵与毛泽东、林彪（1966年11月）

“红”指这五类家庭成员在现实社会的阶级分层结构上，与执政党、现政权（“红色江山”）的性质是一致的，具有先天的政治正确性（“自来红”），是其阶级基础、主体和依靠对象。因而在种种资源占有、利益分配（升学、招工、晋级调资、分房、医疗等社会流动的机遇和福利）上，他们享有优先权；在政治参与（参军、提干、参选人民代表、从政为官）、接班人的培养（入队、入团、入党、选拔各种积极分子和入选干部后备队名单）上，享有优先权（因为“根正苗红”）；在运动对象的选择、甄别上，享有豁免权。

## 文化大革命
红五类在文革以前就已经实行的阶级路线中便早获得了多数优待，在文革中阶级路线被强调到绝对的情况下得到了更多倚重（也可以说是老红卫兵基于自身利益并得到当局认可的一种有意误读）；与此相对，黑五类及其子女则被公开打入另册，列入专政对象。
文革初期血统论最为猖獗的时候，在正式文件中有过不提及“红五类”的红五类优待方法，包括优先升学，并优先参加红卫兵组织等。这种一边倒的政治情势造就了红五类的优越感。在同龄人中，红五类子女比其他阶级、阶层出身的子女处于更优胜的社会主流地位，不但在正式的公众生活中占据着核心位置，即使在非正式的人际交往里，都拥有更多话语权、更多的交友机会，他们是交友选择的决定者，交友规则（范围、活动类型和内容、趣味、禁忌、处罚）的制订者和游戏的主导者、裁判者，而其他阶级、阶层出身的子女只能是被动适应者和响应者。即使是性情温和的红五类子女对后者都握有合法伤害权，不用说其中性情暴戾、极端者对后者更是动辄打骂、虐待。
这种情况在文革的高潮期、约1966年夏天达到顶点（代表是西城红卫兵纠察队，甚至私设刑讯、羁押场所）。后来，毛泽东为了摧毁第一线党政官僚系统，通过中央文革小组对血统论进行了批判，情势渐趋缓解、回落。但它的影响仍以极大惯性，在继续革命理论的阶级路线框架中延续下去。其真正消除，是毛泽东去世后的1970年代后期，以至于1980年代以后的事情。此后这一称呼不仅逐渐消失，而且由于其在知识生产中所处的劣势地位，和其他阶级、阶层在社会生活中扮演角色的巨变，竟至具有了某种“旧时王谢堂前燕”讽刺的含义。